# دون شيرمان
دون شيرمان (بالإنجليزية: Don Sherman)‏ هو لاعب بولينغ أسترالي، ولد في 6 أكتوبر 1934.